# 엠팔메역
엠팔메역(스페인어: Empalme)은 마드리드 지하철 5호선의 역이다. 마드리드 라티나 구의 파드레 피케르 대로와 템블레케 거리가 만나는 교차로에 위치해 있다. 요금구역상으로는 A구역에 속한다.

## 역사
역 자체는 1961년 4월 1일 카라반첼-차마르틴 FC 교외선의 개통과 함께 지어져 영업에 들어갔다. 엠팔메 (→접속, 연결)라는 역명이 붙은 것은 당시 운행되던 마드리드-알모록스 선 (1970년 폐선)과 관계가 있다. 마드리드-알모록스 선은 고야 역에서 출발해 알루체 역과 캄파멘토 역 사이의 FC 교외선을 넘어가는 노선이었는데, 해당 지점 부근에 엠팔메-고야란 역이 새로 들어서게 되었고 따라서 FC 교외선에도 역명을 맞춘 것이었다.
이후 마드리드-알모록스 선이 폐선되고 FC 교외선 쪽의 역만 남아 운영되다가 1981년 12월 17일부로 FC 교외선이 마드리드 지하철 10호선에 편입되면서 지하철역으로 전환되었다. 그리고 2002년 10월 22일부터 10호선의 카사 데 캄포 (당시 예정역) - 알루체 구간이 5호선으로 다시 편입되면서 지금의 5호선 역이 된 것이다. 지하철이 들어오면서부터는 일반 철도역이던 시절보다 이용객이 대폭 늘어났다.

## 환승 정보
역 주변에 시내버스 정류장이 두 곳 있다. 시외버스 정류장도 두 곳이 있다.
버스
- 시내버스
  - 36, 131, H번 노선 (주간)
- 시외버스
  - 560 561 561A 561B 562 563 564 571 572 574 591번 노선

지하철
| 마드리드 지하철           | 마드리드 지하철       | 마드리드 지하철       |
| ------------------------- | --------------------- | --------------------- |
| 알루체 알라메다 데 오수나 | 마드리드 지하철 5호선 | 캄파멘토 카사 데 캄포 |